# Plagiogonus bortkevitshi
Plagiogonus bortkevitshi är en skalbaggsart som beskrevs av Koshantschikov 1916. Plagiogonus bortkevitshi ingår i släktet Plagiogonus och familjen Aphodiidae. Inga underarter finns listade i Catalogue of Life.